# Syzygium tetragonum
Syzygium tetragonum là một loài thực vật có hoa trong Họ Đào kim nương. Loài này được (Wight) Wall. ex Walp. miêu tả khoa học đầu tiên năm 1843.